# Elaterites
Elaterites là một chi bọ cánh cứng trong họ 
Elateridae.
Chi này được miêu tả khoa học năm 1847 bởi Heer.

## Các loài
Chi này có các loài:
- Elaterites lavateri Heer, 1847